# Saïda Hossini
Pour les articles homonymes, voir Hossini.
Saïda Hossini, née en 1950 est une paléontologue marocaine, spécialiste des grenouilles de Pléistocène.

## Biographie
Hossini a fait ses études de doctorat à Paris, où elle a étudié les espèces d'anoures de la fin d'oligocène et du miocène en France.

### Carrière

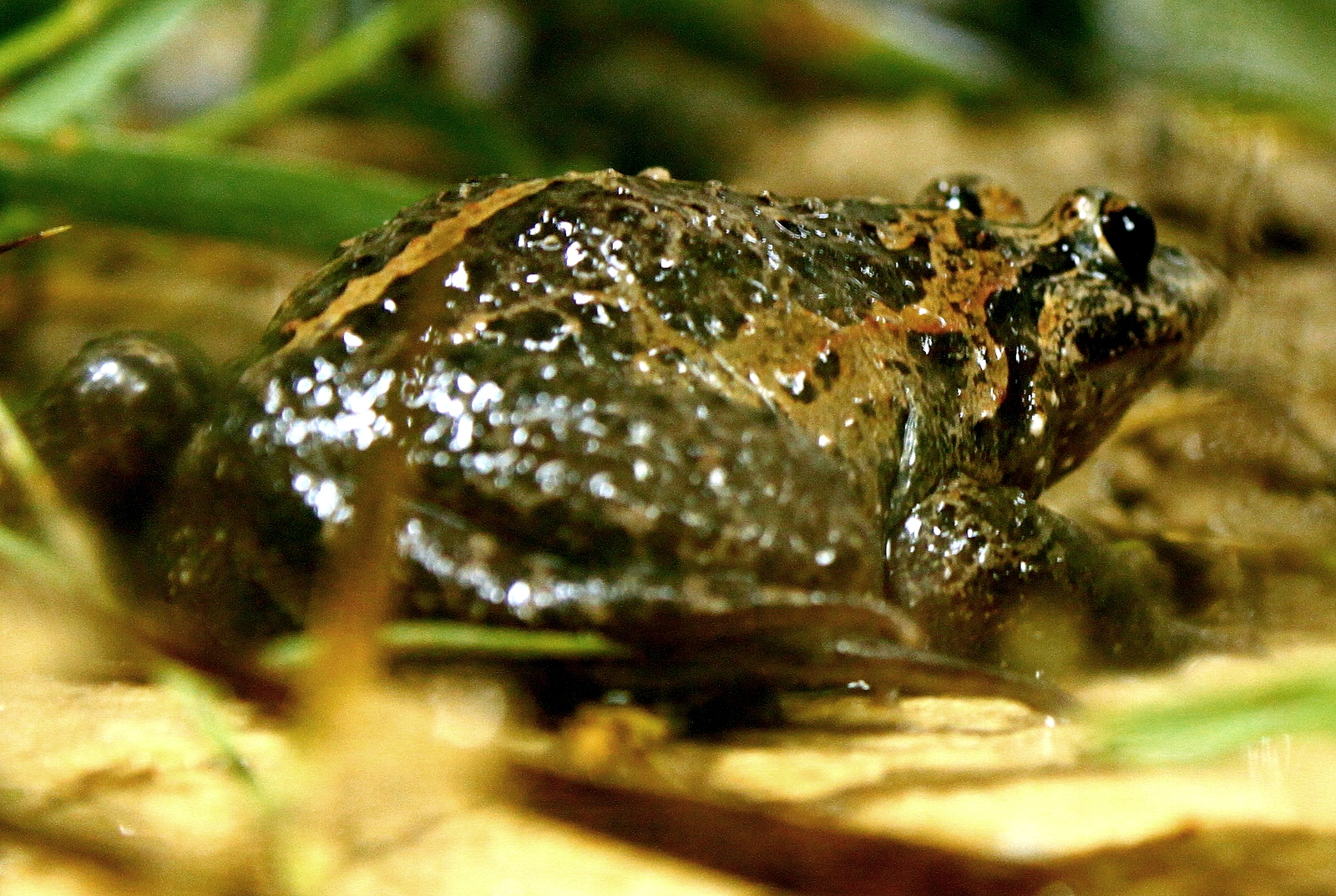
Hula Painted Frog or Discoglossues/Latonia nigriventer is the only extant species in the latonia genus and is the closest living relative to Latonia ragei

Saïda Hossini enseigne à l'université Moulay Ismail, faculté des sciences de Meknès. Son travail au Maroc comprend l'examen du dépôt des grottes et a examiné les restes d'amphibiens du site de la carrière Thomas, près de Casablanca,.
Elle a identifié pour la première fois en Afrique la présence du genre Baleaphryne sur le site du Jebel Irhoud (carrière "Ocre") au Maroc.

### Distinctions honorifiques
En 2010, le programme de recherche archéologique sur les premiers peuplements du littoral atlantique du Maroc, auquel elle participait avec d'autres chercheurs marocains et français, a remporté le premier Prix Clio 2010 de l'archéologie, décerné chaque année à Paris.